# Fort de Cavagnal
Fort Cavagnal (o anche Fort Cavagnolle, Fort de Cavagnial, Post of the Missouri, o Fort de la Trinité) è stato un forte francese situato a ovest del fiume Missouri, in un luogo non precisato a nord dell'attuale Kansas City e Fort Leavenworth.
Presidiato dal 1744 al 1764, le rovine del sito furono visibili agli esploratori Meriwether Lewis e William Clark, i quali si avventurarono in questa zona nel 1804. Le tracce del forte andarono perdute durante il primo Ottocento. Al giorno d'oggi l'esatta localizzazione del sito non è sta ancora scoperta.